# Pittura gotica
La pittura in uno stile che può essere chiamato "gotico" non apparve fino al XIII secolo, o, più o meno, 50 anni dopo l'inizio dell'architettura e della scultura gotica. Il passaggio dal romanico al gotico è molto impreciso e non coincide del tutto con una rottura evidente, piuttosto possiamo intravedere gli inizi di uno stile più austero, scuro ed emozionale rispetto al periodo precedente. Questa transizione si sviluppa prima in Inghilterra e in Francia intorno al 1200, in Germania intorno al 1220 e in Italia circa nel 1300.

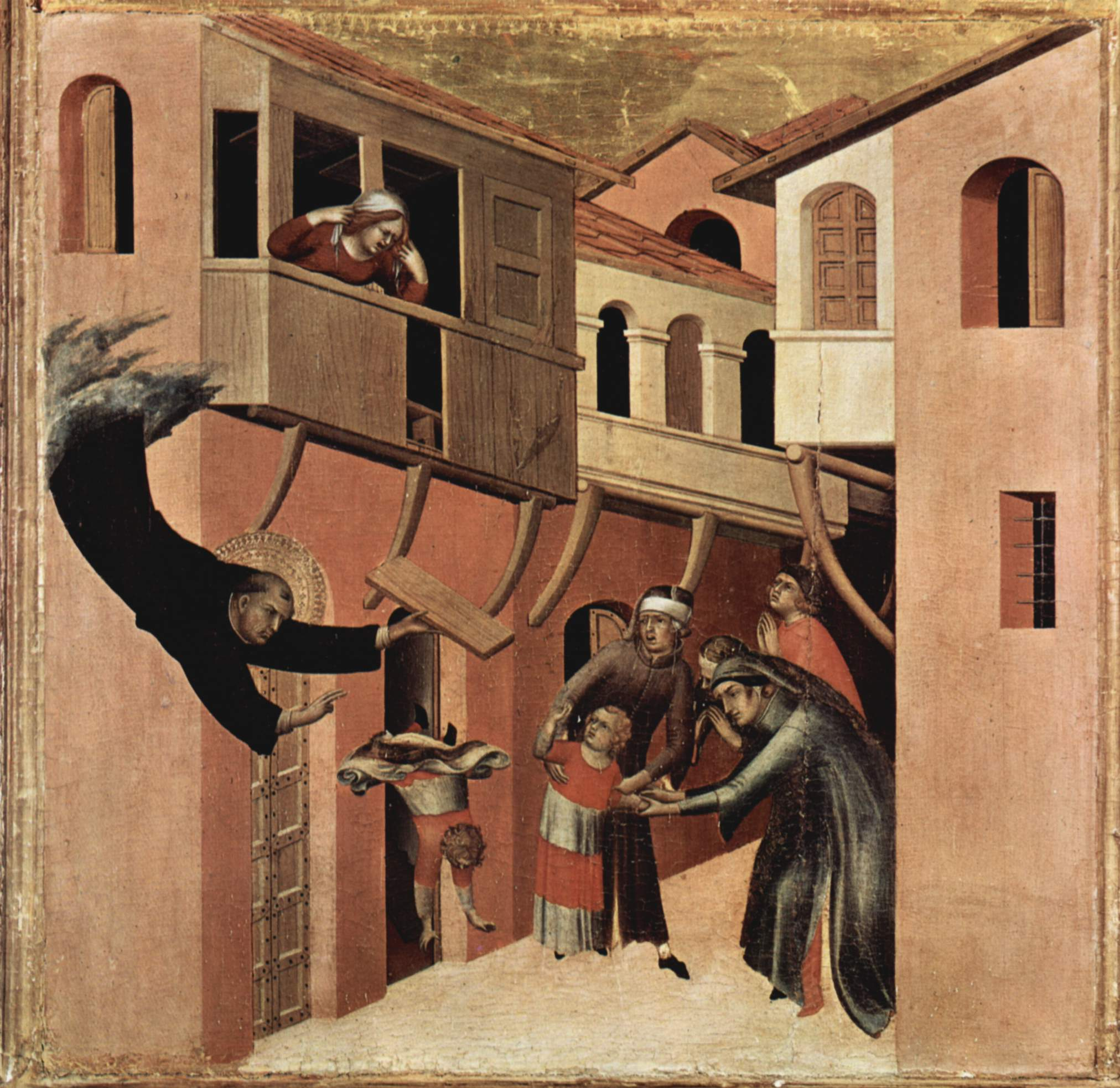
Quadro nel periodo gotico

La pittura (la rappresentazione di immagini su una superficie) durante il periodo Gotico fu praticata in 4 forme principali: 
- l'affresco;
- la pala;
- la decorazione dei manoscritti;
- la colorazione del vetro.

Gli affreschi continuarono ad essere usati come principali veicoli narrativi di espressione pittorica sulle pareti delle chiese dell'Europa meridionale, come un protrarsi delle tradizioni Cristiane delle origini e Romaniche. Nel nord la pittura del vetro fu l'arte scelta fino al XV secolo. Le pale si svilupparono in Italia nel XIII secolo diffondendosi attraverso l'Europa intera, soppiantando dal XV secolo la pittura del vetro anche nel nord. La decorazione dei manoscritti rappresentò la fonte più completa della pittura Gotica, sviluppando un gran numero di espressioni artistiche in luoghi dove nessun lavoro monumentale era altrimenti sopravvissuto. La pittura con olio su tela non divenne popolare fino ai secoli XV e XVI e fu una caratteristica tipica dell'arte del Rinascimento.

## Artisti Principali
- Giotto
- Simone Martini
- Paolo Uccello
- Duccio di Buoninsegna
- Pietro Cavallini
- F.lli Lorenzetti (Ambrogio e Pietro Lorenzetti)